# Stauziel
Das Stauziel ist die Wasserspiegelhöhe oberhalb einer Stauanlage (z. B. Wehr, Talsperre, Hochwasserrückhaltebecken, Schleuse oder Flusskraftwerk), die nach ihrer Zweckbestimmung für den normalen Betriebszustand im Regelfall zulässig ist.
Der Begriff „Stauziel“ ist genormt in DIN 4048 (Wasserbau-Begriffe).
Es wird angegeben als Höhenmaß über der jeweilig gültigen Bezugshöhe, in Deutschland also aktuell in Meter über Normalhöhennull (m ü. NHN). Gemessen wird der Stauspiegel mit einem Pegel (dort auch grafische Erläuterung von Wasserspiegelhöhen).

## Höhe des Stauzieles
Das Stauziel hängt nicht nur von den technischen Merkmalen der Stauanlage ab, sondern eher von ihrem Zweck:
- Ein reiner Nutzwasserspeicher hat ein möglichst hohes Stauziel.
- Dagegen muss bei Anlagen, die auch dem Hochwasserschutz dienen, ein größerer Teil des Stauraums als Hochwasserrückhalteraum freigehalten werden.

Das Stauziel liegt deutlich unter Krone der Hochwasserentlastung und bildet die obere Grenze des Betriebsraums. Das genehmigte Stauziel kann von der Jahreszeit abhängen.
Zum Erreichen des Stauziels kann der Stauspiegel durch Steuerung der Abflussmenge reguliert werden, z. B. über den Grundablass.

### Höchstes Stauziel
Das höchste Stauziel entspricht der Höhe der Oberkante der Hochwasserentlastung (Vollstau), über die ein extremes Hochwasser abfließen kann. Der Begriff höchstes Stauziel ist deshalb unabhängig davon, ob ein so hoher Wasserspiegel jemals erreicht wird.
Beim höchsten Stauziel unterscheidet man je nach Bemessungshochwasser:
- das höchste Stauziel ZH1 beim 1000-jährlichen Hochwasser
- das höchste Stauziel ZH2 beim 10.000-jährlichen Hochwasser.

## Regelung in Flussstaukette
In einer Flussstaukette, beispielsweise bei Schleusen, wird das Stauziel oft automatisch geregelt, damit der Fluss zwischen den Stauanlagen als Wasserstraße für die Schifffahrt genutzt werden kann.